# Tumorlyse-Syndrom
Als Tumorlyse-Syndrom (engl. Tumor lysis syndrome) bezeichnet man einen potenziell lebensbedrohlichen Zustand, der beim raschen Zerfall von Tumoren (meist unter chemotherapeutischer Behandlung) auftreten kann.

## Ursachen, Pathophysiologie
Bestimmte schnell wachsende Tumoren reagieren relativ empfindlich auf chemotherapeutische Behandlung, d. h. unter laufender Chemotherapie werden in sehr kurzer Zeit große Mengen von Tumorzellen durch die Behandlung zerstört. Dadurch werden viele Inhaltsstoffe aus dem Inneren der Tumorzellen in die Blutbahn freigesetzt und können so zu einer Stoffwechselentgleisung führen. Folgende Substanzen sind für die Entstehung dieser metabolischen Entgleisung entscheidend:
- Harnsäure, ein End-Abbauprodukt von Nukleinsäuren
- Phosphat
- Kalium, das im Zellinnern in hoher Konzentration vorliegt, im Blutserum jedoch nur in niedriger Konzentration
- Calcium-Abfall durch Ausfall von Kalziumphosphat.

Wenn diese Stoffe in kurzer Zeit in großen Mengen anfallen (Calcium sinkt), kann es zur Stoffwechselentgleisung kommen und es kommt insbesondere zur Schädigung der Nierenfunktion, da der Haushalt dieser o. g. Substanzen wesentlich über die Ausscheidung durch die Niere reguliert wird. Entscheidend ist meist die Harnsäure, die, wenn sie in großer Menge plötzlich gebildet wird, nicht mehr ausreichend über die Nieren ausgeschieden werden kann, im Bereich der Nieren auskristallisiert und zur Urat-Nephropathie (Urate = Salze der Harnsäure) führt. Im ungünstigsten Fall kommt es zum akuten Nierenversagen, das bis zur chronischen Dialysepflichtigkeit führen kann.
Generell gilt, dass die Gefahr eines Tumorlyse-Syndroms besonders bei schnell wachsenden und chemotherapie-empfindlichen Tumoren besteht. Dazu zählen in allererster Linie:
- akute Leukämien: akute lymphatische Leukämie, akute myeloische Leukämie
- maligne Lymphome, insbesondere sehr schnell wachsende Lymphome: Burkitt-Lymphom, diffus-großzelliges Lymphom

Ein intermediäres Risiko besteht bei:
- kleinzelligem Bronchialkarzinom[1]

## Vorbeugung
Zur Prophylaxe eines Tumorlyse-Syndroms können verschiedene Maßnahmen ergriffen werden:
- intravenöse Infusionen, damit die Nieren gut durchspült werden (dadurch werden die über die Nieren auszuscheidenden Substanzen verdünnt)
- Gabe von Allopurinol (hemmt die Harnsäurebildung) oder Rasburicase (Fasturtec®) (risikoadaptiert)
- Harn-Alkalisierung durch entsprechende Infusionen oder Medikamente: im alkalischen Bereich liegt die Harnsäure vorwiegend als Urat-Salz vor und ist wesentlich besser wasserlöslich und kann besser ausgeschieden werden.

Wenn ein Tumorlyse-Syndrom befürchtet wird, sollte die Chemotherapie langsam und vorsichtig begonnen werden. Bei den o. g. Leukämien und Lymphomen geht man in der Regel so vor, dass man eine relativ milde, sogenannte Vorphasetherapie vorschaltet, während der es zu einem langsamen, relativ kontrollierten Tumorzerfall kommt. Die Medikamente der Vorphasetherapie bei lymphatischen Erkrankungen sind Glucocorticoide („Kortison“) und Vincristin bzw. niedrig dosiertes Cyclophosphamid.

## Behandlung
Ist ein Tumorlyse-Syndrom erst einmal aufgetreten, muss man in allererster Linie das akute Nierenversagen behandeln und auf einen Ausgleich der entgleisten Blutwerte achten (s. o.). Um die akut hohen Harnsäurespiegel zu behandeln, kann Rasburicase (Fasturtec®), ein Harnsäure-abbauendes rekombinantes Enzym, gegeben werden (teure Therapie). Allopurinol sollte bei akutem Nierenversagen nicht mehr verabreicht werden.

## Belege
1. ↑  onkodin.de